# Immortalized
Immortalized è il sesto album in studio del gruppo heavy metal statunitense Disturbed, pubblicato il 21 agosto 2015. L'album segna la reunion del gruppo dopo quattro anni ed è il primo album della band in cui non partecipa il bassista John Moyer.

## Certificazioni
Il 26 settembre 2016 l'album riceve la certificazione come disco d'oro negli Stati Uniti. Il 25 gennaio 2017 l'album aveva venduto circa 561.000 copie negli Stati Uniti. Il 25 gennaio 2018, Immortalized è stato certificato disco di platino dalla RIAA negli Stati Uniti, con oltre 1.000.000 di copie venute.

## Tracce
Testi di David Draiman, Mike Wengren e Dan Donegan, musiche di Draiman, Wengren e Donegan.
1. The Eye of the Storm – 1:20
2. Immortalized – 4:17
3. The Vengeful One – 4:12
4. Open Your Eyes – 3:57
5. The Light – 4:16
6. What Are You Waiting For – 4:03
7. You're Mine – 4:55
8. Who – 4:46
9. Save Our Last Goodbye – 4:59
10. Fire It Up – 4:05
11. The Sound of Silence – 4:08 (Paul Simon) – originariamente interpretata da Simon & Garfunkel
12. Never Wrong – 3:33
13. Who Taught You How to Hate – 4:57

Tracce bonus Edizione Deluxe
1. Tyrant – 3:49
2. Legion of Monsters – 4:23
3. The Brave and the Bold – 4:34

Traccia bonus Digitale
1. Warning Sign – 3:28

## Formazione
- David Draiman – voce
- Dan Donegan – chitarre, tastiera elettronica
- Mike Wengren – batteria

## Classifiche

### Classifiche di fine anno
| Classifica (2024) | Posizione |
| ----------------- | --------- |
| Slovacchia        | 4         |